# Creu de Ca la Viuda
La Creu de Ca la Viuda és una creu de terme de Sant Pere Sallavinera (Anoia) situada al camí de les Feixes, a la bifurcació després de Ca la Viuda.
Construïda al segle XIX, correspon a una creu de tipus celta amb els extrems dels braços ondulats. Al centre del creuer hi ha gravada una estrella esquematitzada de sis puntes dins d'un cercle. El fust és llis i de secció quadrangular recolzat damunt d'un pedestal de pedra.